# آساهی کاسی
آساهی کاسی (به ژاپنی: 旭化成株式会社) شرکت هلدینگ صنایع شیمیایی ژاپنی چندملیتی است، که در زمینه تولید مواد شیمیایی و داروهای شیمیایی فعالیت می‌کند. این شرکت همچنین مدیریت و مالکیت چندین شرکت تابعه و زیرمجموعه را برعهده دارد، که به تولید الیاف مصنوعی، مصالح ساختمانی، لوازم الکترونیکی و نوشیدنی‌های الکلی اشتغال دارند.
شرکت آساهی کاسی در سال ۱۹۳۱ در شهر نوبه‌اوکا، میازاکی تأسیس شد و هم‌اکنون دارای کارخانجات تولیدی در کشورهای ژاپن، سنگاپور، تایلند، چین، آلمان و ایالات متحده آمریکا می‌باشد.
دفتر مرکزی این شرکت در منطقه جینبوچو، در چیودا، توکیو، ژاپن قرار دارد و بخشی از سهام آن در بازارهای بورس توکیو، بورس ناگویا و بورس فوکوکا معامله می‌شود. نیپون لایف با در اختیار داشتن ۴٫۹ درصد از سهام آساهی کاسی، بزرگترین سهام‌دار آن به‌شمار می‌آید.